# Saison 2009 de la NFL
Navigation
Édition précédente Édition suivante
La saison 2009 de la NFL est la 90e saison de la National Football League (NFL), la ligue principale d'équipes professionnelles de football américain aux États-Unis. La NFL est organisée en deux conférences distinctes depuis 1970 : la National Football Conference (NFC) et l'American Football Conference (AFC). Ces deux conférences sont subdivisées en quatre divisions chacune : Est, Ouest, Nord et Sud.  Chaque franchise dispute 16 matches en 17 semaines lors de la saison régulière qui débute le 10 septembre 2009 et se termine le 3 janvier 2010. Une phase de playoffs suit la saison régulière pour mener à la finale, le Super Bowl XLIV, disputée le 7 février 2010 au Dolphin Stadium de Miami.

## Événements

### Anniversaire de l'AFL
Cette saison marque le 50e anniversaire de l'AFL. Huit équipes qui faisaient partie de la ligue à sa fondation porteront à plusieurs reprises leur maillot d'origine, ce sont les :
- Boston Patriots, aujourd'hui les New England Patriots
- Buffalo Bills
- Dallas Texans, aujourd'hui les Kansas City Chiefs
- Denver Broncos
- Houston Oilers, aujourd'hui les Tennessee Titans
- Los Angeles Chargers, aujourd'hui les San Diego Chargers
- New York Titans, aujourd'hui les New York Jets
- Oakland Raiders (initialement les Oakland Señores, mais leur nom a été changé en Raiders avant leur premier match).

Seize matchs Legacy Games seront disputés dans le cadre de la saison régulière, ils mettent aux prises des équipes de la liste ci-dessus.

### Changements de règles
Les règles suivantes ont été adoptées pour améliorer la sécurité des joueurs et réduire le risque de blessure
- Un block du côté angle mort ne peut pas être effectué avec le casque, l'avant-bras ou l'épaule à la tête ou au cou d'un adversaire.
- Le premier contact ne doit pas être fait à la tête d'un receveur sans défense.
- Au coup de pied d'engagement, un block ne peut pas être fait par plus de deux joueurs.
- Sur les coups de pied de dégagement, l'équipe qui botte ne peut pas avoir plus de cinq joueurs groupés.

### Nouveaux stades

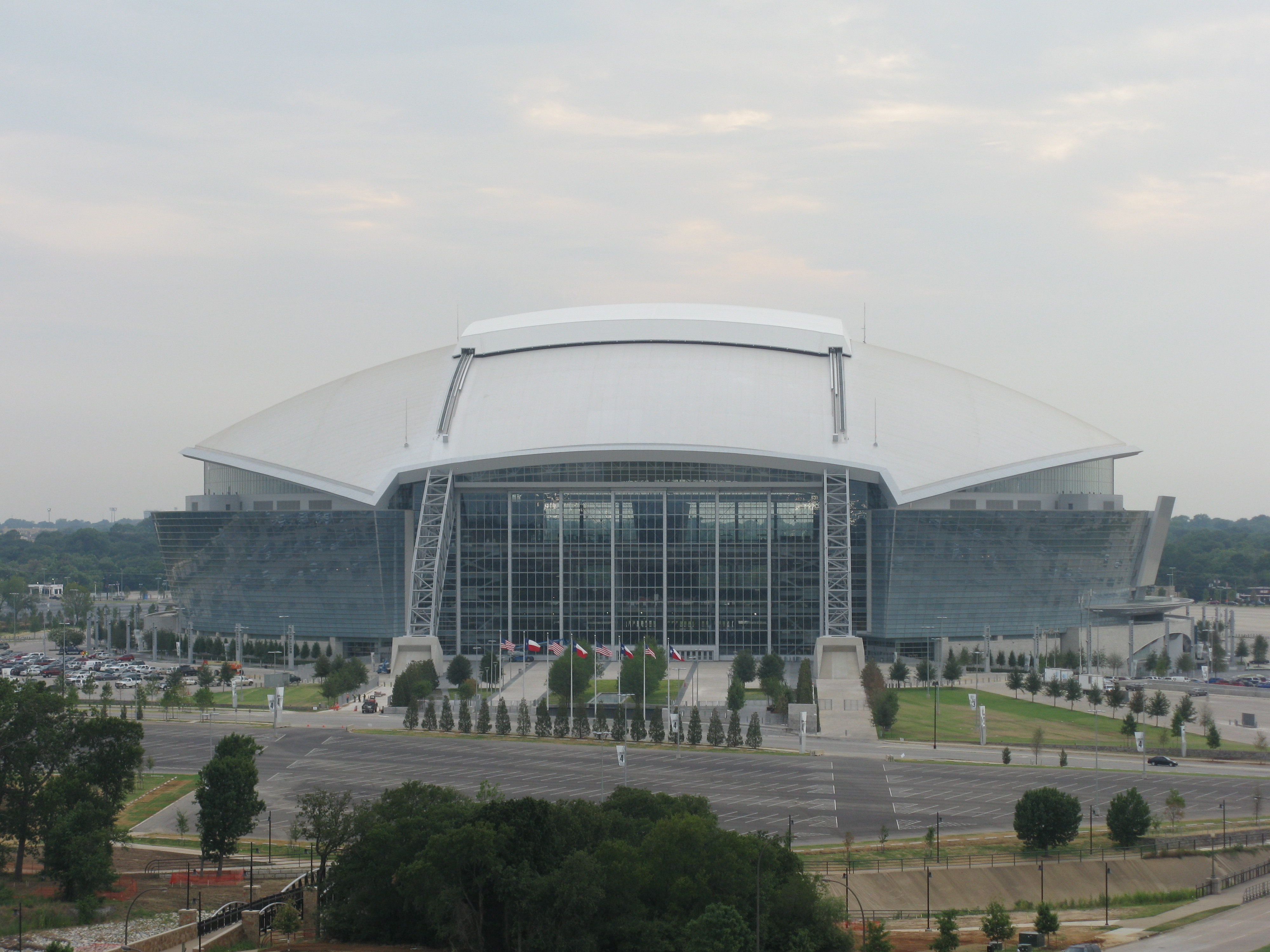
Cowboys Stadium

- Les Dallas Cowboys joueront dans leur nouveau stade le Cowboys Stadium.
- C'est la dernière saison disputée au Giants Stadium, New York Giants et Jets jouant au Meadowlands Stadium à partir de 2010.

### Pré-saison
Les matchs de pré-saison se sont disputés du 9 août au 4 septembre. Le premier match a vu la victoire des Tennessee Titans contre les Buffalo Bills par 21 à 18, ce match était joué dans le cadre des célébrations du 50e anniversaire de l'AFL.

### Match hors des États-Unis
Comme lors des deux saisons précédentes, des matchs de saison régulière sont disputés hors des États-Unis. En effet, les Tampa Bay Buccaneers accueillent les New England Patriots le 25 octobre 2009 au Wembley Stadium à Londres au Royaume-Uni dans le cadre de la série internationale.
Enfin, à l'occasion des Bills Toronto Series, les Buffalo Bills affrontent les New York Jets le 3 décembre 2009 au Rogers Centre à Toronto au Canada.

## Mouvements notables

### Entraîneurs

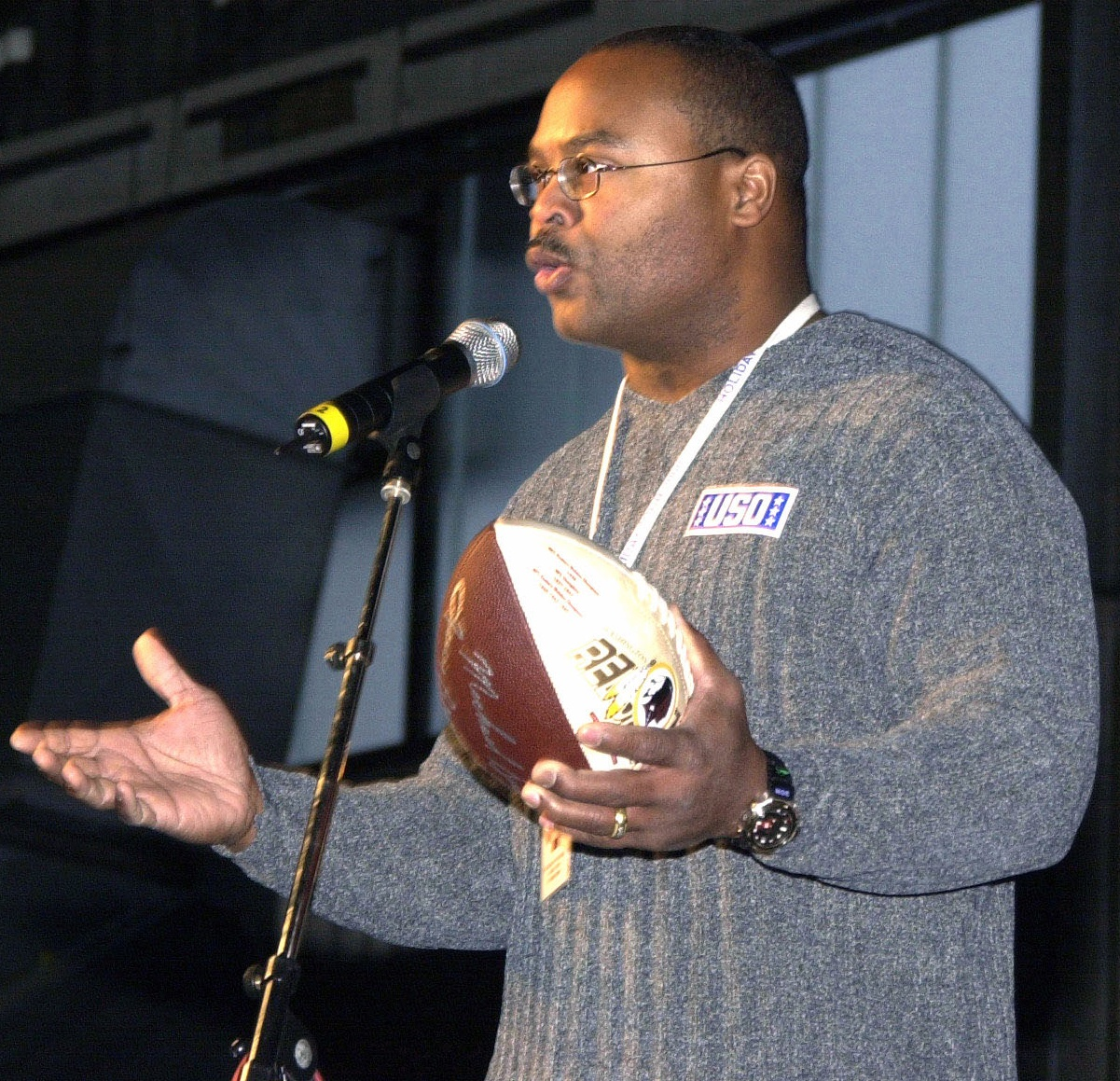
Mike Singletary

- Cleveland Browns : Eric Mangini, head coach des New York Jets, remplace Romeo Crennel.
- Denver Broncos : Josh McDaniels, coordinateur offensif des New England Patriots, succède à Mike Shanahan.
- Detroit Lions : Jim Schwartz, coordinateur défensif des Tennessee Titans, remplace Rod Marinelli.
- Kansas City Chiefs : Todd Haley, coordinateur offensif des Arizona Cardinals succède à Herm Edwards.
- Indianapolis Colts : Jim Caldwell succède à Tony Dungy qui prend sa retraite.
- New York Jets : Rex Ryan, coordinateur défensif des Baltimore Ravens, remplace Eric Mangini.
- Oakland Raiders : Tom Cable succède à Lane Kiffin.
- St. Louis Rams : Steve Spagnuolo, coordinateur défensif des New York Giants remplace Jim Haslett.
- San Francisco 49ers : Mike Singletary remplace Mike Nolan.
- Seattle Seahawks : Jim L. Mora succède à Mike Holmgren qui prend sa retraite.
- Tampa Bay Buccaneers : Raheem Morris remplace Jon Gruden.

### Joueurs

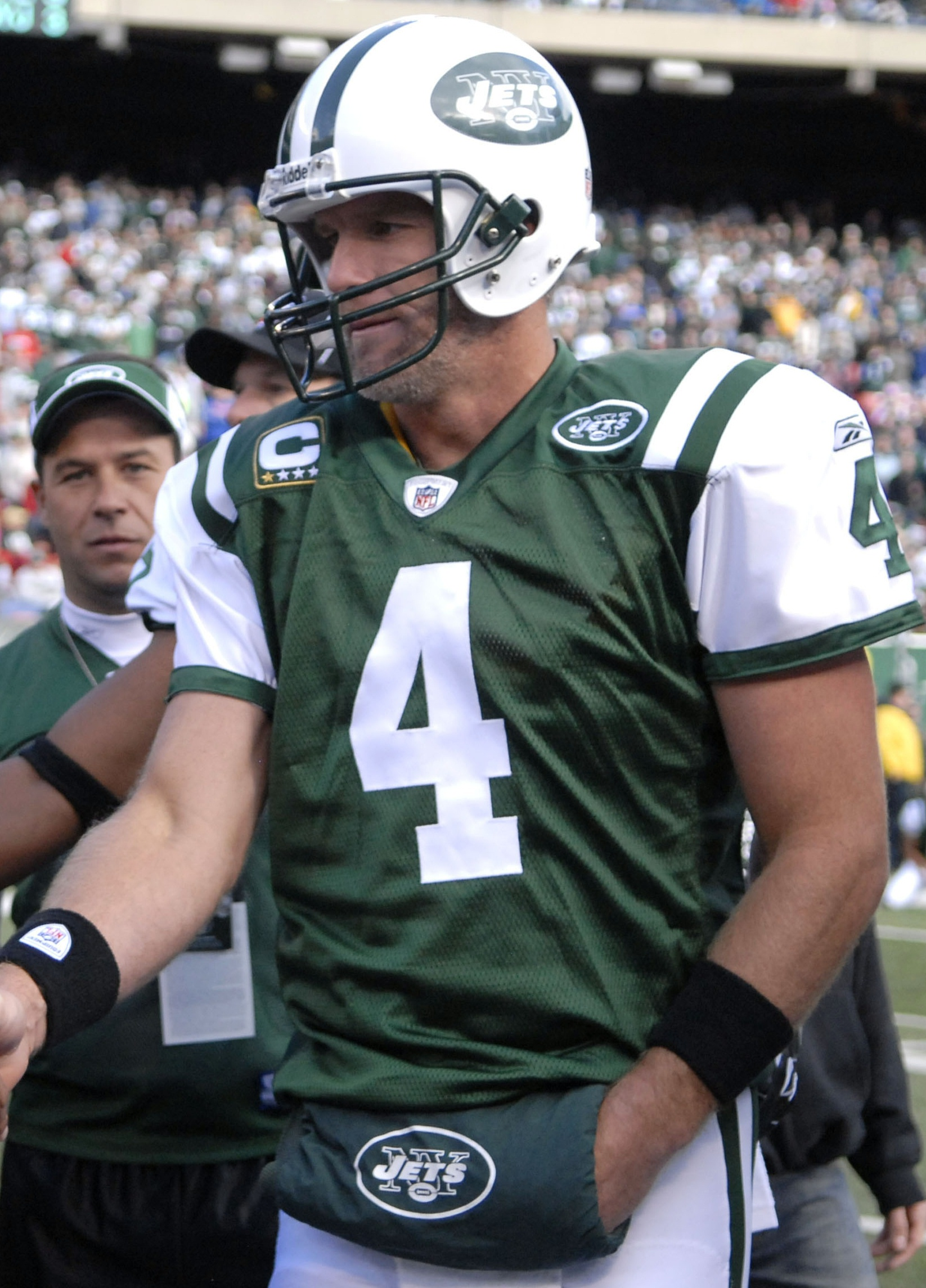
Brett Favre avec le maillot des Jets

- Les Buffalo Bills font signer Terrell Owens pour un an et Dominic Rhodes pour deux ans.
- Les Kansas City Chiefs signent Matt Cassel, qui avait remplacé Tom Brady chez les Patriots en 2008 après sa blessure, ainsi que Mike Vrabel.
- Les New England Patriots signent Derrick Burgess qui jouait avec les Oakland Raiders, et échangent Richard Seymour aux Raiders contre un premier tour de la Draft 2011.
- Michael Vick, qui n'a pas joué depuis 2006 à la suite d'ennuis judiciaires, est réintégré par la NFL et pourra disputer la saison 2009. Il signe un contrat de 2 ans avec les Philadelphia Eagles[4].
- Jason Taylor rejoint les Miami Dolphins après une saison avec les Washington Redskins.
- Brett Favre, qui a été pendant le nombreuses saisons le quarterback des Green Bay Packers, puis des New York Jets en 2008, signe avec les Minnesota Vikings[5],[6].

## Classement de la saison régulière
Classement final.
V = Victoires, D = Défaites, N = Matchs nuls, PCT = Pourcentage victoires, PF= Points marqués, PA = Points encaissés
y = wild card, z = champion de division, * = avantage du terrain pendant les playoffs
| Qualifiés pour les playoffs |

| AFC Est                  |    |    |   |      |     |     |
| Franchise                | V  | D  | N | PCT  | PF  | PA  |
| New England Patriots - z | 10 | 6  | 0 | .625 | 427 | 285 |
| New York Jets            | 9  | 7  | 0 | .563 | 348 | 236 |
| Miami Dolphins           | 7  | 9  | 0 | .438 | 360 | 390 |
| Buffalo Bills            | 6  | 10 | 0 | .375 | 258 | 326 |
| AFC Nord                 |    |    |   |      |     |     |
| Franchise                | V  | D  | N | PCT  | PF  | PA  |
| Cincinnati Bengals - z   | 10 | 6  | 0 | .625 | 305 | 291 |
| Baltimore Ravens         | 9  | 7  | 0 | .563 | 391 | 261 |
| Pittsburgh Steelers      | 9  | 7  | 0 | .563 | 368 | 324 |
| Cleveland Browns         | 5  | 11 | 0 | .313 | 245 | 375 |
| AFC Sud                  |    |    |   |      |     |     |
| Franchise                | V  | D  | N | PCT  | PF  | PA  |
| Indianapolis Colts* - z  | 14 | 2  | 0 | .875 | 416 | 307 |
| Houston Texans           | 9  | 7  | 0 | .563 | 388 | 333 |
| Tennessee Titans         | 8  | 8  | 0 | .500 | 354 | 402 |
| Jacksonville Jaguars     | 7  | 9  | 0 | .438 | 290 | 380 |
| AFC Ouest                |    |    |   |      |     |     |
| Franchise                | V  | D  | N | PCT  | PF  | PA  |
| San Diego Chargers - z   | 13 | 3  | 0 | .813 | 454 | 320 |
| Denver Broncos           | 8  | 8  | 0 | .500 | 326 | 324 |
| Oakland Raiders          | 5  | 11 | 0 | .313 | 197 | 379 |
| Kansas City Chiefs       | 4  | 12 | 0 | .250 | 294 | 424 |

| NFC Est                 |    |    |   |      |     |     |
| Franchise               | V  | D  | N | PCT  | PF  | PA  |
| Dallas Cowboys - z      | 11 | 5  | 0 | .688 | 361 | 250 |
| Philadelphia Eagles     | 11 | 5  | 0 | .688 | 429 | 337 |
| New York Giants         | 8  | 8  | 0 | .500 | 402 | 427 |
| Washington Redskins     | 4  | 12 | 0 | .250 | 266 | 336 |
| NFC Nord                |    |    |   |      |     |     |
| Franchise               | V  | D  | N | PCT  | PF  | PA  |
| Minnesota Vikings - z   | 12 | 4  | 0 | .750 | 470 | 312 |
| Green Bay Packers       | 11 | 5  | 0 | .688 | 461 | 297 |
| Chicago Bears           | 7  | 9  | 0 | .438 | 327 | 375 |
| Detroit Lions           | 2  | 14 | 0 | .125 | 262 | 494 |
| NFC Sud                 |    |    |   |      |     |     |
| Franchise               | V  | D  | N | PCT  | PF  | PA  |
| New Orleans Saints* - z | 13 | 3  | 0 | .813 | 510 | 341 |
| Atlanta Falcons         | 9  | 7  | 0 | .563 | 363 | 325 |
| Carolina Panthers       | 8  | 8  | 0 | .500 | 315 | 308 |
| Tampa Bay Buccaneers    | 3  | 13 | 0 | .188 | 244 | 400 |
| NFC Ouest               |    |    |   |      |     |     |
| Franchise               | V  | D  | N | PCT  | PF  | PA  |
| Arizona Cardinals - z   | 10 | 6  | 0 | .625 | 375 | 325 |
| San Francisco 49ers     | 8  | 8  | 0 | .500 | 330 | 281 |
| Seattle Seahawks        | 5  | 11 | 0 | .313 | 280 | 390 |
| St. Louis Rams          | 1  | 15 | 0 | .063 | 175 | 436 |

## Matchs de la saison régulière
La saison régulière comprend 256 rencontres disputées pendant 17 semaines. Selon le système mis en place en 2002, chaque équipe rencontre toute autre équipe au moins une fois pendant une durée de quatre ans, et joue au moins une fois sur le terrain de toutes les équipes pendant huit ans. Pour 2009, les rencontres entre équipes de la même conférence et entre équipes de conférences différentes sont organisées comme suit :
Intraconférence
- AFC Est vs. AFC Sud
- AFC North vs. AFC Ouest
- NFC Est vs. NFC Sud
- NFC Nord vs. NFC Ouest

Interconférence
- AFC Est vs. NFC Sud
- AFC Nord vs. NFC Nord
- AFC Sud vs. NFC Ouest
- AFC Ouest vs. NFC Est

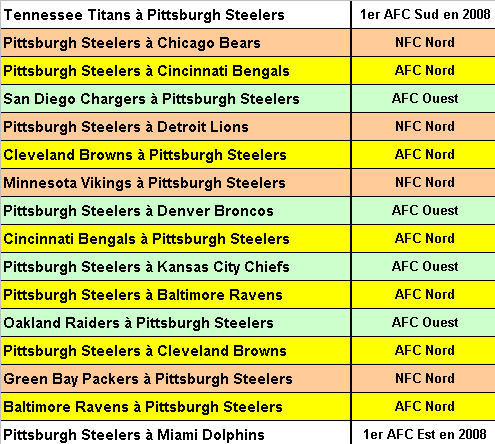
Matchs des Pittsburgh Steelers pendant la saison régulière 2009

Chaque équipe dispute six matchs contre les autres équipes de la même division (matchs aller-retour contre les 3 autres équipes), quatre matchs contre les équipes d'une autre division de la même conférence (les divisions se rencontrant changent chaque année), quatre matchs contre les équipes d'une autre division de l'autre conférence (les divisions se rencontrant changent chaque année) et un match contre chacune des équipes des deux autres divisions de la même conférence, ayant terminé à la même place la saison passée.
Pour illustrer ces principes, le tableau joint donne la liste des matchs qui seront disputés par les Pittsburgh Steelers, équipe de l'AFC Nord, avec la justification dans la colonne de droite.
1re semaine - 10, 14 et 15 septembre
2e semaine - 20 et 21 septembre
3e semaine - 27 et 28 septembre
4e semaine - 4 et 5 octobre
5e semaine - 11 et 12 octobre
6e semaine - 18 et 19 octobre
7e semaine - 25 et 26 octobre
8e semaine - 1er et 2 novembre
9e semaine - 8 et 9 novembre
10e semaine - 15 et 16 novembre
11e semaine - 19, 22 et 23 novembre
12e semaine - 26, 29 et 30 novembre
13e semaine - 3, 6 et 7 décembre
14e semaine - 10, 13 et 14 décembre
15e semaine - 17, 19, 20 et 21 décembre
16e semaine - 25, 27 et 28 décembre
17e semaine - 3 janvier

## Statistiques individuelles
Classements à l'issue de la saison régulière.

### Meilleursquarterbacks
| - Évaluation 1. Drew Brees (Saints) : 109,6 2. Brett Favre (Vikings) : 107,2 3. Philip Rivers (Chargers) : 104,4 4. Aaron Rodgers (Packers): 103,2 5. Ben Roethlisberger (Steelers) : 100,5 | - Total de yards 1. Matt Schaub (Texans) : 4 770 2. Peyton Manning (Colts) : 4 500 3. Aaron Rodgers (Packers) : 4 434 4. Tom Brady (Patriots) : 4 398 5. Drew Brees (Saints) : 4 388 | - Nombre de touchdowns 1. Drew Brees (Saints) : 34 2. Peyton Manning (Colts) : 33 3. Brett Favre (Vikings) : 33 4. Aaron Rodgers (Packers) : 30 5. Tom Brady (Patriots) : 28 5. Philip Rivers (Chargers) : 28 |

### Meilleurswide receivers
| - Total de yards 1. Andre Johnson (Texans) : 1 569 2. Wes Welker (Patriots) : 1 348 3. Miles Austin (Cowboys) : 1 320 4. Sidney Rice (Vikings) : 1 312 5. Reggie Wayne (Colts) : 1 264 5. Randy Moss (Patriots) : 1 264 | - Nombre de touchdowns 1. Randy Moss (Patriots) : 13 1. Larry Fitzgerald (Cardinals) : 13 1. Vernon Davis (49ers) : 13 4. Miles Austin (Cowboys) : 11 4. Roddy White (Falcons) : 11 |

### Meilleursrunning backs
| - Total de yards 1. Chris Johnson (Titans) : 2 006 2. Steven Jackson (Rams) : 1 416 3. Thomas Jones (Jets) : 1 402 4. Maurice Jones-Drew (Jaguars) : 1 391 5. Adrian Peterson (Vikings) : 1 383 | - Nombre de touchdowns 1. Adrian Peterson (Vikings) : 18 2. Maurice Jones-Drew (Jaguars) : 15 3. Chris Johnson (Titans) : 14 3. Thomas Jones (Jets) : 14 5. LaDainian Tomlinson (Chargers) : 12 |

## Récompenses individuelles
- MVP de la saison : Peyton Manning (Colts), quarterback
- Coach de l'année : Marvin Lewis (Bengals), coach
- Joueur Offensif de l'année : Chris Johnson (Titans), running back
- Joueur Défensif de l'année : Charles Woodson (Packers), cornerback
- Rookie Offensif de l'année : Percy Harvin (Vikings), wide receiver
- Rookie Défensif de l'année : Brian Cushing (Texans), linebacker
- Comeback NFL de l'année : Tom Brady (Patriots), quarterback
- MVP du Super Bowl XLIV : Drew Brees (Saints), quarterback

## SélectionAll Pro
C'est l'équipe type de la saison désignée par Associated Press.
| Position         | Joueur                                           |
| ---------------- | ------------------------------------------------ |
| Quarterback      | Peyton Manning (Colts)                           |
| Running back     | Chris Johnson (Titans) Adrian Peterson (Vikings) |
| Fullback         | Leonard Weaver (Eagles)                          |
| Wide receiver    | Andre Johnson (Texans) Wes Welker (Patriots)     |
| Tight end        | Dallas Clark (Colts)                             |
| Offensive tackle | Ryan Clady (Broncos) Joe Thomas (Browns)         |
| Offensive guard  | Steve Hutchinson (Vikings) Jahri Evans (Saints)  |
| Centre           | Nick Mangold (Jets)                              |

| Position           | Joueur                                            |
| ------------------ | ------------------------------------------------- |
| Defensive end      | Dwight Freeney (Colts) Jared Allen (Vikings)      |
| Defensive Tackle   | Jay Ratliff (Cowboys) Kevin Williams (Vikings)    |
| Outside Linebacker | DeMarcus Ware (Cowboys) Elvis Dumervil (Broncos)  |
| Inside Linebacker  | Ray Lewis (Ravens) Patrick Willis (49ers)         |
| Cornerback         | Charles Woodson (Packers) Darrelle Revis (Jets)   |
| Safety             | Darren Sharper (Saints) Adrian Wilson (Cardinals) |

| Position      | Joueur                  |
| ------------- | ----------------------- |
| Kicker        | Nate Kaeding (Chargers) |
| Punter        | Shane Lechler (Raiders) |
| Kick returner | Joshua Cribbs (Browns)  |

## Playoffs

### Tableau du tour final
|  | Tour Wild Cards | Tour Wild Cards     | Tour Wild Cards     |                     |              | Playoffs de Division | Playoffs de Division | Playoffs de Division |    |  | Finales de Conférence | Finales de Conférence | Finales de Conférence |    |  | Super Bowl XLIV | Super Bowl XLIV | Super Bowl XLIV |
|  |                 |                     |                     |                     |              |                      |                      |                      |    |  |                       |                       |                       |    |  |                 |                 |                 |
|  | 5               | Green Bay           | 45                  |                     |              |                      |                      |                      |    |  |                       |                       |                       |    |  |                 |                 |                 |
|  | 4               | Arizona             | 51                  |                     |              |                      |                      |                      |    |  |                       |                       |                       |    |  |                 |                 |                 |
|  | 4               | Arizona             | 51                  |                     | 4            | Arizona              | 14                   |                      |    |  |                       |                       |                       |    |  |                 |                 |                 |
|  |                 |                     |                     |                     | 4            | Arizona              | 14                   |                      |    |  |                       |                       |                       |    |  |                 |                 |                 |
|  |                 |                     | 1                   | La Nouvelle-Orléans | 45           |                      |                      |                      |    |  |                       |                       |                       |    |  |                 |                 |                 |
|  |                 |                     | 1                   | La Nouvelle-Orléans | 45           |                      |                      |                      |    |  |                       |                       |                       |    |  |                 |                 |                 |
|  |                 |                     |                     |                     |              |                      |                      |                      |    |  |                       |                       |                       |    |  |                 |                 |                 |
|  |                 |                     |                     |                     |              |                      |                      |                      |    |  |                       |                       |                       |    |  |                 |                 |                 |
|  |                 |                     |                     |                     |              |                      | 2                    | Minnesota            | 28 |  |                       |                       |                       |    |  |                 |                 |                 |
|  | NFC             |                     |                     |                     |              |                      | 2                    | Minnesota            | 28 |  |                       |                       |                       |    |  |                 |                 |                 |
|  |                 | 1                   | La Nouvelle-Orléans | 31                  |              |                      |                      |                      |    |  |                       |                       |                       |    |  |                 |                 |                 |
|  | 6               | 1                   | La Nouvelle-Orléans | 31                  | Philadelphie | 14                   |                      |                      |    |  |                       |                       |                       |    |  |                 |                 |                 |
|  | 6               |                     |                     |                     | Philadelphie | 14                   |                      |                      |    |  |                       |                       |                       |    |  |                 |                 |                 |
|  | 3               | Dallas              | 34                  |                     |              |                      |                      |                      |    |  |                       |                       |                       |    |  |                 |                 |                 |
|  | 3               | Dallas              | 34                  |                     | 3            | Dallas               | 3                    |                      |    |  |                       |                       |                       |    |  |                 |                 |                 |
|  |                 |                     |                     |                     | 3            | Dallas               | 3                    |                      |    |  |                       |                       |                       |    |  |                 |                 |                 |
|  |                 |                     | 2                   | Minnesota           | 34           |                      |                      |                      |    |  |                       |                       |                       |    |  |                 |                 |                 |
|  |                 |                     | 2                   | Minnesota           | 34           |                      |                      |                      |    |  |                       |                       |                       |    |  |                 |                 |                 |
|  |                 |                     |                     |                     |              |                      |                      |                      |    |  |                       |                       |                       |    |  |                 |                 |                 |
|  |                 |                     |                     |                     |              |                      |                      |                      |    |  |                       |                       |                       |    |  |                 |                 |                 |
|  |                 |                     |                     |                     |              |                      |                      |                      |    |  |                       | 1                     | La Nouvelle-Orléans   | 31 |  |                 |                 |                 |
|  |                 |                     |                     |                     |              |                      |                      |                      |    |  |                       |                       |                       |    |  |                 |                 |                 |
|  |                 | 1                   | Indianapolis        | 17                  |              |                      |                      |                      |    |  |                       |                       |                       |    |  |                 |                 |                 |
|  | 6               | 1                   | Indianapolis        | 17                  | Baltimore    | 33                   |                      |                      |    |  |                       |                       |                       |    |  |                 |                 |                 |
|  | 6               |                     |                     |                     | Baltimore    | 33                   |                      |                      |    |  |                       |                       |                       |    |  |                 |                 |                 |
|  | 3               | Nouvelle-Angleterre | 14                  |                     |              |                      |                      |                      |    |  |                       |                       |                       |    |  |                 |                 |                 |
|  | 3               | Nouvelle-Angleterre | 14                  |                     | 6            | Baltimore            | 3                    |                      |    |  |                       |                       |                       |    |  |                 |                 |                 |
|  |                 |                     |                     |                     | 6            | Baltimore            | 3                    |                      |    |  |                       |                       |                       |    |  |                 |                 |                 |
|  |                 |                     | 1                   | Indianapolis        | 20           |                      |                      |                      |    |  |                       |                       |                       |    |  |                 |                 |                 |
|  |                 |                     | 1                   | Indianapolis        | 20           |                      |                      |                      |    |  |                       |                       |                       |    |  |                 |                 |                 |
|  |                 |                     |                     |                     |              |                      |                      |                      |    |  |                       |                       |                       |    |  |                 |                 |                 |
|  |                 |                     |                     |                     |              |                      |                      |                      |    |  |                       |                       |                       |    |  |                 |                 |                 |
|  |                 |                     |                     |                     |              |                      | 5                    | NY Jets              | 17 |  |                       |                       |                       |    |  |                 |                 |                 |
|  | AFC             |                     |                     |                     |              |                      | 5                    | NY Jets              | 17 |  |                       |                       |                       |    |  |                 |                 |                 |
|  |                 | 1                   | Indianapolis        | 30                  |              |                      |                      |                      |    |  |                       |                       |                       |    |  |                 |                 |                 |
|  | 5               | 1                   | Indianapolis        | 30                  | NY Jets      | 24                   |                      |                      |    |  |                       |                       |                       |    |  |                 |                 |                 |
|  | 5               |                     |                     |                     | NY Jets      | 24                   |                      |                      |    |  |                       |                       |                       |    |  |                 |                 |                 |
|  | 4               | Cincinnati          | 14                  |                     |              |                      |                      |                      |    |  |                       |                       |                       |    |  |                 |                 |                 |
|  | 4               | Cincinnati          | 14                  |                     | 5            | NY Jets              | 17                   |                      |    |  |                       |                       |                       |    |  |                 |                 |                 |
|  |                 |                     |                     |                     | 5            | NY Jets              | 17                   |                      |    |  |                       |                       |                       |    |  |                 |                 |                 |
|  |                 |                     | 2                   | San Diego           | 14           |                      |                      |                      |    |  |                       |                       |                       |    |  |                 |                 |                 |
|  |                 |                     | 2                   | San Diego           | 14           |                      |                      |                      |    |  |                       |                       |                       |    |  |                 |                 |                 |
|  |                 |                     |                     |                     |              |                      |                      |                      |    |  |                       |                       |                       |    |  |                 |                 |                 |

Pour chaque conférence, le résultat du match de wild card entre les équipes classées 3e et 6e détermine les rencontres du second tour. Si l'équipe classée 3e l'emporte, elle rencontre ensuite l'équipe classée 2e de la conférence et l'autre équipe qui remporte le tour wild card rencontre l'équipe classée 1re. Si l'équipe classée 6e remporte le tour de wild card, elle rencontre ensuite l'équipe classée 1re et l'autre équipe qui a remporté la wild card rencontre l'équipe classée 2e.

### Détail des rencontres du tour final

#### TourWild Cards(repêchages)
Le tour de repêchage qualifie quatre équipes qui rejoindront les quatre équipes qualifiées directement grâce à un meilleur classement à l'issue de la saison régulière (classées en 1re ou 2e place des conférences AFC et NFC). Huit équipes participent au tour de repêchages : les quatre champions de division non directement qualifiés pour le second tour et les deux meilleures équipes restantes de chaque conférence. Les quatre équipes qui remportent le tour de wild card rejoignent ensuite les quatre équipes qualifiées directement.
Samedi 9 janvier 2010
AFC: Jets de New York - Bengals de Cincinnati
Match disputé au Paul Brown Stadium de Cincinnati (Ohio)
Résumé et statistiques de la rencontre : NY Jets - Bengals : 24-14 
Résumé vidéo du match sur nfl.com 
| Quart-temps | 1 | 2  | 3 | 4 | Total |
| ----------- | - | -- | - | - | ----- |
| NY Jets     | 0 | 14 | 7 | 3 | 24    |
| Bengals     | 7 | 0  | 0 | 7 | 14    |

NFC : Eagles de Philadelphie - Cowboys de Dallas
Match disputé au Cowboys Stadium, à Arlington (Texas)
Résumé et statistiques de la rencontre : Cowboys - Eagles : 34 - 14
Résumé du match sur nfl.com 
| Quart-temps | 1 | 2  | 3 | 4 | Total |
| ----------- | - | -- | - | - | ----- |
| Eagles      | 0 | 7  | 0 | 7 | 14    |
| Cowboys     | 0 | 27 | 7 | 0 | 34    |

Dimanche 10 janvier 2010
AFC : Ravens de Baltimore - Patriots de la Nouvelle-Angleterre
Match disputé au Gillette Stadium de Foxborough (Massachusetts)
Résumé et statistiques de la rencontre : Ravens - Patriots : 33-14 
Résumé vidéo du match sur nfl.com 
| Quart-temps | 1  | 2 | 3 | 4 | Total |
| ----------- | -- | - | - | - | ----- |
| Ravens      | 24 | 0 | 3 | 6 | 33    |
| Patriots    | 0  | 7 | 7 | 0 | 14    |

NFC : Packers de Green Bay  - Cardinals de l'Arizona
Match disputé au University of Phoenix Stadium de Glendale (Arizona)
Résumé et statistiques de la rencontre : Cardinals - Packers : 51-45 
Résumé vidéo du match sur nfl.com 
| Quart-temps | 1  | 2  | 3  | 4  | OT | Total |
| ----------- | -- | -- | -- | -- | -- | ----- |
| Packers     | 0  | 10 | 14 | 21 | 0  | 45    |
| Cardinals   | 17 | 7  | 14 | 7  | 6  | 51    |

#### Playoffs de division
Samedi 16 janvier 2010
NFC: Cardinals de l'Arizona - Saints de La Nouvelle-Orléans
Match disputé au Louisiana Superdome, à La Nouvelle-Orléans (Louisiane)
Résumé et statistiques de la rencontre : Saints - Cardinals : 45 - 14
Résumé vidéo sur nfl.com : 
| Quart-temps | 1  | 2  | 3  | 4 | Total |
| ----------- | -- | -- | -- | - | ----- |
| Cardinals   | 7  | 7  | 0  | 0 | 14    |
| Saints      | 21 | 14 | 10 | 0 | 45    |

AFC: Ravens de Baltimore - Colts d'Indianapolis
Match disputé au Lucas Oil Stadium, à Indianapolis (Indiana)
Résumé et statistiques de la rencontre : Colts - Ravens : 20 - 3
Résumé vidéo sur nfl.com 
| Quart-temps | 1 | 2  | 3 | 4 | Total |
| ----------- | - | -- | - | - | ----- |
| Ravens      | 3 | 0  | 0 | 0 | 3     |
| Colts       | 3 | 14 | 0 | 3 | 20    |

Dimanche 17 janvier 2010
NFC: Dallas Cowboys - Minnesota Vikings
Match disputé au Hubert H. Humphrey Metrodome, à Minneapolis (Minnesota)
Résumé et statistiques de la rencontre : Vikings - Cowboys : 34 - 3
Résumé vidéo sur nfl.com 
| Quart-temps | 1 | 2  | 3 | 4  | Total |
| ----------- | - | -- | - | -- | ----- |
| Cowboys     | 0 | 3  | 0 | 0  | 3     |
| Vikings     | 7 | 10 | 0 | 17 | 34    |

AFC: New York Jets - San Diego Chargers
Match disputé au Qualcomm Stadium, à San Diego (Californie)
Résumé et statistiques de la rencontre : Jets - Chargers : 17 - 14
Résumé vidéo sur nfl.com 
| Quart-temps | 1 | 2 | 3 | 4  | Total |
| ----------- | - | - | - | -- | ----- |
| NY Jets     | 0 | 0 | 3 | 14 | 17    |
| Chargers    | 0 | 7 | 0 | 7  | 14    |

#### Finales de conférence
Dimanche 24 janvier 2010
Finale AFC: Jets de New York - Colts d'Indianapolis
Match disputé au Lucas Oil Stadium, à Indianapolis, (Indiana)
Résumé et statistiques de la rencontre : Colts - Jets : 30 - 17
Résumé vidéo sur nfl.com 
| Quart-temps | 1 | 2  | 3 | 4  | Total |
| ----------- | - | -- | - | -- | ----- |
| Jets        | 0 | 17 | 0 | 0  | 17    |
| Colts       | 0 | 13 | 7 | 10 | 30    |

Finale NFC: Vikings du Minnesota - Saints de La Nouvelle-Orléans
Match disputé au Louisiana Superdome, à La Nouvelle-Orléans, (Louisiane)
Résumé et statistiques de la rencontre : Vikings - Saints : 28 - 31
Résumé vidéo sur nfl.com 
| Quart-temps | 1  | 2 | 3 | 4 | OT | Total |
| ----------- | -- | - | - | - | -- | ----- |
| Vikings     | 14 | 0 | 7 | 7 | 0  | 28    |
| Saints      | 7  | 7 | 7 | 7 | 3  | 31    |

#### Super Bowl XLIV
Le Super Bowl XLIV oppose les équipes championnes de conférence lors de la saison 2009 de la NFL : les Saints de La Nouvelle-Orléans et les Colts d'Indianapolis. Les Colts d'Indianapolis se sont qualifiés en battant les Jets de New York en finale de conférence AFC. Lors de leur dernière participation au Super Bowl, ils avaient remporté le Super Bowl XLI qui concluait la saison 2006. Les Saints de La Nouvelle-Orléans se sont qualifiés en battant les Vikings du Minnesota en finale de conférence NFC, ils disputent un Super Bowl pour la première fois.
Le Super Bowl XLIV, disputé le 7 février 2010 au Sun Life Stadium de Miami Gardens (Floride), voit la victoire des Saints sur le score de 31 à 17.
| Quart-temps | 1  | 2 | 3  | 4  | Total |
| ----------- | -- | - | -- | -- | ----- |
| Colts       | 10 | 0 | 7  | 0  | 17    |
| Saints      | 0  | 6 | 10 | 15 | 31    |